# 흑나비
"흑나비"는 1974년에 개봉한 대한민국의 영화이다.

## 캐스팅
- 백일섭
- 박근형
- 남석훈
- 우연정
- 김동호
- 김태식
- 이인배
- 임창웅
- 최상덕
- 방철민
- 안영배